# Guido I di Ponthieu
Guido (Guy) I di Ponthieu, in francese: Guy Ier de Ponthieu (XI secolo – 13 ottobre 1100), fu protettore (avoué) di Saint-Riquier, conte di Montreuil e conte di Ponthieu dal 1053 alla sua morte. Era figlio di Ugo II di Ponthieu, e di Berta, signora d'Aumale.

## Origine
Secondo il "Chronicon centulense", ou Chronique de l'abbaye de Saint-Riquier, Enguerrand era il figlio primogenito del protettore (avoué) di Saint-Riquier, signore e poi conte di Ponthieu e signore d'Aumale Ugo II, e della moglie, Berta di Aumale, figlia ed ereditiera di Guerimfredo, signore di Aumale, come ci viene confermato dal The Complete Peerage (non consultato).
Ancora secondo il "Chronicon centulense", ou Chronique de l'abbaye de Saint-Riquier, Ugo II di Ponthieu era il figlio primogenito del protettore (avoué) di Saint-Riquier e signore e poi conte di Ponthieu, Enguerrand I, e della sua prima moglie di cui non si conoscono né il nome né gli ascendenti.
Esistono però due documenti rilasciati da Guido, entrambi datati 1100, durante il regno del re di Francia, Filippo I, in cui Guido asserisce di essere figlio di Enguerrand II e nipote di Ugo II, come riportato dal Dernier Remarques - Le comte Guy premier - del "Chronicon centulense", ou Chronique de l'abbaye de Saint-Riquier; per cui Guido è figlio del protettore (avoué) di Saint-Riquier, signore d'Aumale e conte di Ponthieu, Enguerrand II e della moglie, Adelaide di Normandia, l'unica figlia femmina del Duca di Normandia, Roberto I il Magnifico e di una sua concubina, di cui non si conoscono né il nome né i nomi degli ascendenti, escludendo che fosse Herleva, la madre di Guglielmo il Bastardo, per cui Aeliz o Adelaide era la sorellastra di Guglielmo poi conosciuto come il Conquistatore.
Enguerrand II di Ponthieu, secondo il "Chronicon centulense", ou Chronique de l'abbaye de Saint-Riquier, era il figlio primogenito del protettore (avoué) di Saint-Riquier, signore e poi conte di Ponthieu e signore d'Aumale Ugo II, e della moglie, Berta di Aumale, figlia ed ereditiera di Guerimfredo, signore di Aumale, come ci viene confermato dal The Complete Peerage (non consultato).

## Biografia
Succedette al fratello Enguerrand II di Ponthieu, ucciso il 25 ottobre 1053 a Saint-Aubin-sur-Scie mentre cercava di portare aiuto al cognato Guillaume d'Arques ribellatosi a Guglielmo duca di Normandia. Guido succedette a Enguerrand II in tutti i suoi titoli e continuò la lotta per vendicare il fratello e prese parte a una spedizione di Enrico I di Francia contro il duca di Normandia; l'armata francese fu però sconfitta a Mortemer nel 1054 e Guido catturato (come conferma anche il monaco e cronista inglese, Orderico Vitale) e imprigionato a Bayeux per due anni. Non fu liberato che dopo aver rinunciato ai suoi diritti sulla signoria di Aumale e aver prestato giuramento di fedeltà al duca.
Nel 1056 firmò come testimone una carta del conte Baldovino V di Fiandra; nel 1059 presenziò  a Reims alla consacrazione del re Filippo I di Francia; l'anno seguente, con altri, sottoscrisse le lettere patenti con cui Filippo rifondò l'antico priorato di Saint-Martin-des-Champs. Benché obbligato a riconoscere la sovranità del duca di Normandia, Guido ne frequentò poco la corte, e le relazioni tra il Ponthieu e la Normandia furono sempre segnate da tensioni.
Nell'autunno del 1064 Harold Godwinson si mise in viaggio per la Normandia, probabilmente al fine di discutere col duca Guglielmo la successione al trono d'Inghilterra: durante il viaggio una tempesta gettò la sua nave sulle coste controllate da Guido; appena sbarcati Harold e l'equipaggio furono fatti prigionieri. Il conte Guido comprese immediatamente che si trattava di personaggi importanti, in grado di versargli un cospicuo riscatto in cambio della libertà, e i naufragi furono condotti al castello di Beaurainville (designata col nome latino di Belrem sull'arazzo di Bayeux).
Una spia informò dell'accaduto il duca Guglielmo: questi inviò due messi con l'ordine per il conte Guido di rilasciare il duca Harold. Comprendendo che un rifiuto avrebbe costituito un casus belli, Guido accettò di riconsegnare Harold a Guglielmo e lo fece condurre a Rouen. Due anni più tardi Guglielmo si lanciò nella conquista dell'Inghilterra e la sua flotta partì dal porto di Saint-Valery-sur-Somme, che apparteneva al conte di Ponthieu; Guglielmo diede battaglia ad Hastings e Harold morì nello scontro. Lo stesso Guido prese parte alla spedizione e combatté ad Hastings.
Al ritorno dall'Inghilterra Guido mosse guerra al conte Roberto I di Fiandra, seguace di Filippo I di Francia; su ordine dello stesso sovrano tenne prigioniera a Montreuil sino alla morte la regina Berta d'Olanda, che Filippo aveva ripudiato per sposare Bertrada di Montfort.
Nel 1075 Guido fondò il priorato cluniacense di Saint-Pierre ad Abbeville e il 15 maggio 1098, giorno di Pentecoste, presiedette all'adoubement del giovane Luigi, figlio di Filippo I.
Al termine della sua vita, Guglielmo il Conquistatore decise di rafforzare il controllo normanno sul Ponthieu e organizzò il matrimonio tra Agnese, figlia ed erede di Guido, e uno dei suoi fedelissimi, Roberto II di Bellême, che prese il titolo di conte.; Orderico Vitale riporta che il matrimonio fu suggerito dal figlio del Conquistatore, Guglielmo II il Rosso e che il loro primogenito fu chiamato, Guglielmo.

## Matrimoni e discendenza
Guido aveva sposato, in prime nozze, una certa Ada, di cui non si conoscono gli ascendenti, morta il giorno 5 marzo di un anno antecedente il 1066 e da cui non ebbe figli.
Guido poi sposò, in seconde nozze, una certa Adila o Adele, di cui non si conoscono gli ascendenti, come confermato dal documento, datato 1100, della fondazione della chiesa di San Pietro di Abbeville e dalla quale ebbe cinque figli:
- Anna, citata in un testamento del padre, datato 1067[23]
- Enguerrand, morto prima del 1090, come risulta dal documento n° XXXV del Liber testamentorum Sancti Martini de Campis[24]
- Agnese († 1110), contessa di Ponthieu, sposata verso il 1088 a Roberto II di Bellême[20], visconte d'Hiémois, signore di Bellême e conte di Shrewsbury
- Ida
- Matilde, citata nel documento del padre, inerente alla fondazione della chiesa di San Pietro di Abbeville, datato 1100[22]

### Fonti primarie
- (LA)  Historiae ecclesiasticae libri tredecim. Tomus tertius.
- (LA)  Cartulaire de l'abbaye de Saint-Corneille de Compiègne. 1. 827-1216.
- (LA)  Liber testamentorum Sancti Martini de Campis.
- (FR)  "Chronicon centulense", ou Chronique de l'abbaye de Saint-Riquier.
- (FR)  Recherches généalogiques sur les comtés de Ponthieu, de Boulogne, de Guines.

### Letteratura storiografica
- (FR) Pierre Bauduin, La Première Normandie (Xe-XIe siècles), Caen, Presses Universitaires de Caen, 2004, ISBN 2-84133-145-8.
- (EN) R. Howard Bloch, A Needle in the Right Hand of God: the Norman conquest of 1066 and the making and meaning of the Bayeux Tapestry, New York, The Random House Publishing Group, 2006, ISBN 978-0-307-49701-7.
- (FR) Charles du Fresne, sieur du Cange, Histoire des comtes de Ponthieu et de Montreuil, a cura di Achille Le Sueur, Abbeville, Paillart, 1916.
- (FR) François-César Louandre, Histoire d'Abbeville et du comté de Ponthieu jusqu'en 1789, vol. 1, Abbeville/Parigi, T. Jeunet/Joubert, 1845.